# Píľanka

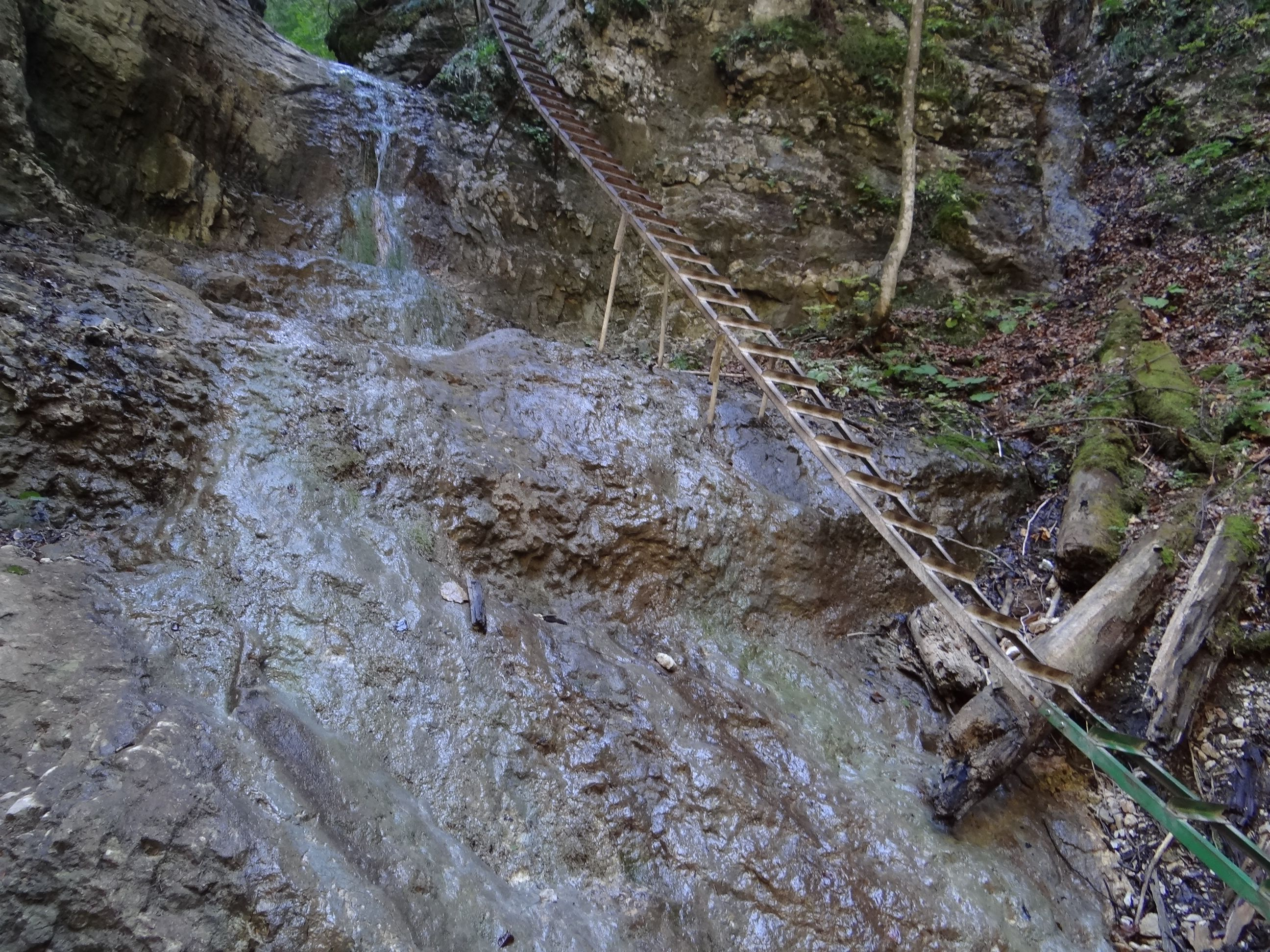
Vel’ký vodopád

Píľanka – potok w Słowackim Raju, będący orograficznie prawym dopływem potoku Veľká Biela voda. 
Najwyżej położone źródło Píľanki znajduje się w górnej części wąwozu Stredné Piecky, na wysokości około 940 m. Jedynym stałym jej dopływem jest niewielki potok spływający wąwozem Predné Piecky, po większych opadach zasila ją jeszcze okresowy potok spływający wąwozem Zadné Piecky. Z powodu wapiennego podłoża silnie rozwinięte są zjawiska krasowe i część wody spływa podziemnymi przepływami.
Po opuszczeniu wąwozu Stredné Piecky Píľanka spływa wspólnym ujściem wąwozów Piecky (Biela dolina) i w osadzie Hrabušická Píla uchodzi do potoku Veľká Biela voda. Następuje to na wysokości 579 m.
Píľanka w wąwozie Stredné Piecky tworzy trzy wodospady: Vel’ký vodopád, Strednopieckový vodopad i Terasový vodopád. Można je obserwować wędrując znakowanym szlakiem turystycznym. Wodospady znajdują się również w dwóch pozostałych wąwozach; w wąwozie Zadné Piecky jest to Zadnopieckový vodopad, w wąwozie Predné Piecky Prednopieckový vodopad, te wąwozy jednak nie są udostępnione turystycznie.

## Szlak turystyczny
jednokierunkowy: Hrabušická Píla – Biela dolina – Stredné Piecky – Suchá Belá, záver. Czas przejścia 1.50 h.